# Quận Tây, Đài Trung

Vị trí quận Tây tại Đài Trung

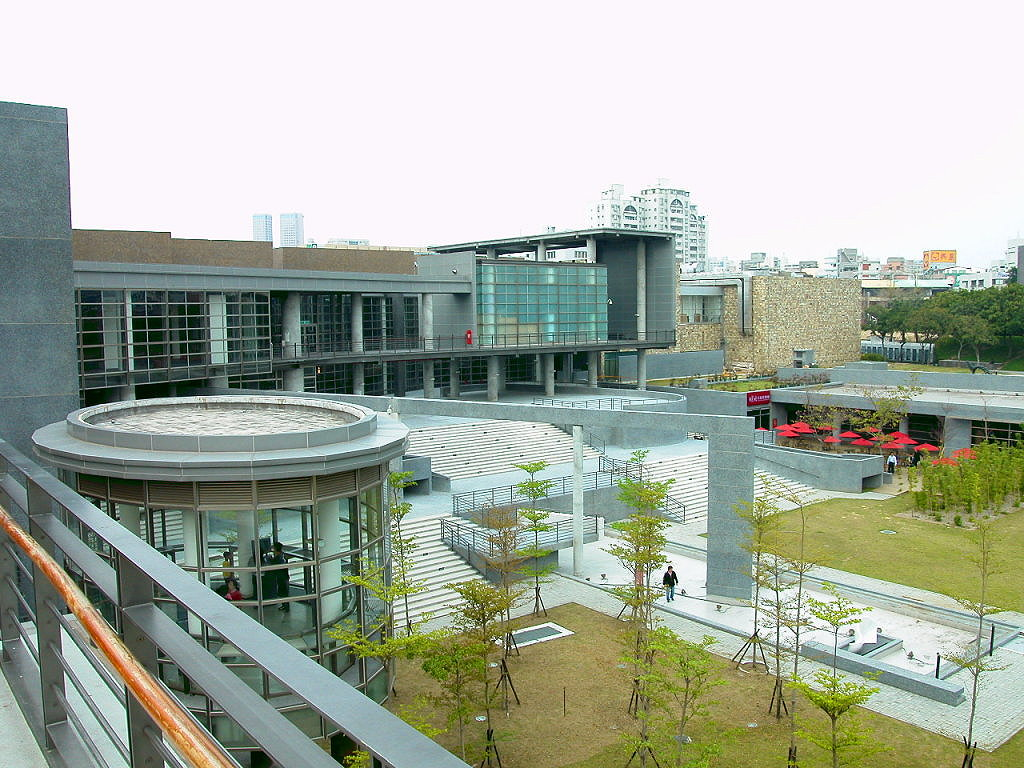
Bảo tàng Nghệ thuật

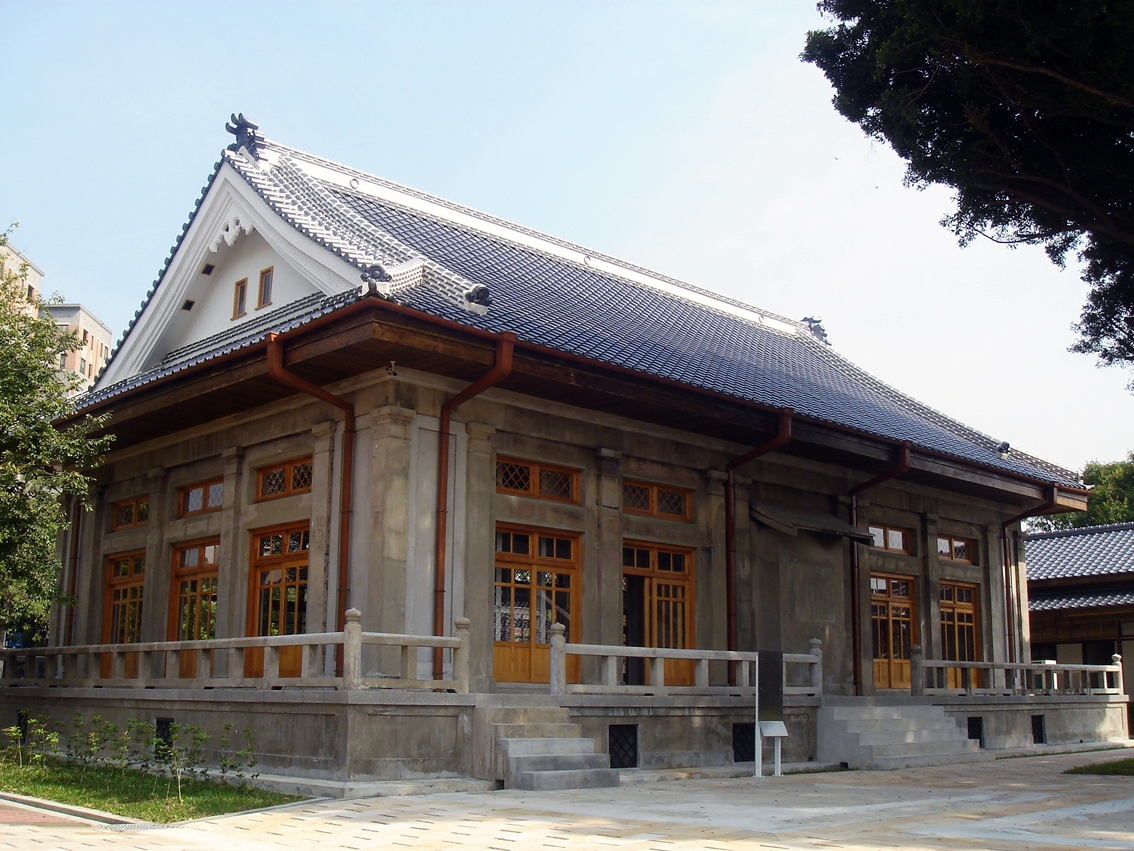
Nhà truyền thống từ thời thuộc địa Nhật Bản

Quận Tây (tiếng Trung: 西區; bính âm: Xi Qū, Hán Việt]]: Tây khu) là một khu (quận) của thành phố Đài Trung, Trung Hoa Dân Quốc (Đài Loan). Nhiều văn phòng của chính quyền thành phố Đài Trung nằm tại quận này. Quận có diện tích 5,7042 km² và dân số theo điều tra tháng 8 năm 2011 là 116.998 người, mật độ đạt 20510,9 người/km²